# Auguste Heene
Auguste Heene (Eeklo, 16 november 1858 – Vorst, 18 mei 1934) was een Belgisch politicus. In 1903 werd Heene aangesteld als waarnemend burgemeester te Vorst ter vervanging van burgemeester Edouard Smits. In 1904 werd hij opgevolgd als burgemeester door industrieel Omer Denis.
In 2008 werd in Vorst een straat ingehuldigd met de naam Auguste Heenestraat. Auguste Heene was ook een neef van Edouard Heene.
Familie van Toots Thielemans, Victor Buyck, Frans van Wassenhove, Roos Van Acker en Bert De Graeve.